# Amica Wronki
KS Amica Wronki – nieistniejący klub piłkarski z siedzibą we Wronkach, utworzony 21 czerwca 1992 z połączenia Błękitnych Wronki z Czarnymi/Wromet Wróblewo. W 2006 r. Amica Wronki połączyła się z WKP Lech Poznań, tworząc KKS Lech Poznań, który na licencji Amiki wystartował w nowym sezonie ekstraklasy. W sezonie 2006/07 zespół Amiki wystąpił w III lidze, a po jego zakończeniu zlikwidowano drużynę seniorską.

## Historia
Amica Wronki powstała 21 czerwca 1992 na skutek połączenia Błękitnych Wronki z Czarnymi/Wromet Wróblewo. Kierownikiem, a później menedżerem nowo powstałej drużyny „FK Amica Wronki” został Ryszard Forbrich, pełniący w tym czasie także funkcje delegata okręgu pilskiego w Wielkopolskim ZPN oraz wiceprezesa WZPN. Za jego kadencji w Amice klub z Wronek awansował do najwyższej klasy rozgrywkowej (wówczas I ligi) – awans o 6 klas rozgrywkowych zajął mu 4 sezony, m.in. dzięki decyzji WZPN-u o przeniesieniu nowo powstałej drużyny z B-klasy do IV ligi. Drużyna awansowała do II ligi pod okiem trenera Jarosława Szuby. Na zapleczu ekstraklasy grała jeden sezon i po kończącym rozgrywki 1994/1995 meczu ze Śląskiem Wrocław awansowała do pierwszej ligi. Szkoleniowcem zespołu był wówczas Marian Kurowski.
Od 1995 r. do 2006 r. drużyna z Wronek nieprzerwanie występowała w ekstraklasie, dwukrotnie – w sezonach 2001/02 i 2003/04 – zdobywała brązowe medale. W tym czasie Amica trzykrotnie (w latach 1998, 1999 i 2000) triumfowała w Pucharze Polski i dwukrotnie (w 1998 i 1999) zdobyła Superpuchar kraju. Z kolei młodzi piłkarze Amiki dwukrotnie wygrywali rozgrywki ligowe do lat 17. i jeden raz kategorię do lat 19. W ciągu 11 sezonów w ekstraklasie Amica rozegrała 332 mecze, odnosząc 135 zwycięstw, 93 remisy i 104 porażek, zdobywając łącznie 498 punktów. Bilans bramkowy to 452-370.

### Fuzja z WKP Lech Poznań
19 grudnia 2005 prezes zarządu Amica Wronki SA (właściciela klubu piłkarskiego Amica) Jacek Rutkowski oraz prezes WKP Lech Poznań Radosław Majchrzak podpisali w siedzibie Lecha przedwstępną umowę, która miała doprowadzić do utworzenia Sportowej Spółki Akcyjnej o nazwie KKS Lech Poznań. Strony uzgodniły, że obydwie drużyny piłkarskie dokończą rozgrywki 2005/2006, a połączony pierwszoligowy zespół występować będzie od sezonu 2006/2007 pod nazwą KKS Lech Poznań. 9 maja 2006 przedstawiciele Amica Wronki, WKP Lech Poznań oraz prezydent miasta Poznania podpisali umowy, na mocy których z połączenia tych dwóch klubów piłkarskich powstał nowy – KKS Lech Poznań. Tym samym wraz z ostatnim meczem sezonu 2005/06 Amica Wronki zniknęła z pierwszoligowej piłkarskiej mapy Polski. Na mocy fuzyjnej umowy Amica Wronki przejęła i zaczęła wykorzystywać niematerialne prawa związane z użyciem nazwy i tradycji Lecha Poznań, spółka zmieniła nazwę zachowując ten sam numer wpisu do KRS, zachowała też pierwszoligową licencję klubu Amica (dotychczasowy Lech Poznań nie wystąpił o licencję na sezon 2006/07) oraz znaczną część piłkarzy. Tradycje Amiki Wronki kontynuowała w sezonie 2006/07 drużyna trzecioligowa (dotychczasowe rezerwy), której właścicielem było Stowarzyszenie Amica Wronki.
W związku z pojawieniem się rozgrywek Młodej Ekstraklasy od sezonu 2007/08 i przystąpieniem do niej Lecha Poznań, podjęto decyzję o zaprzestaniu wspierania drużyny Amica Wronki i wycofano ją z rozgrywek po zakończeniu jej pierwszego sezonu. Następnie zespół występował jedynie w kategoriach juniorskich, aż do jego całkowitego rozwiązania w 2012 r..

## Poszczególne sezony

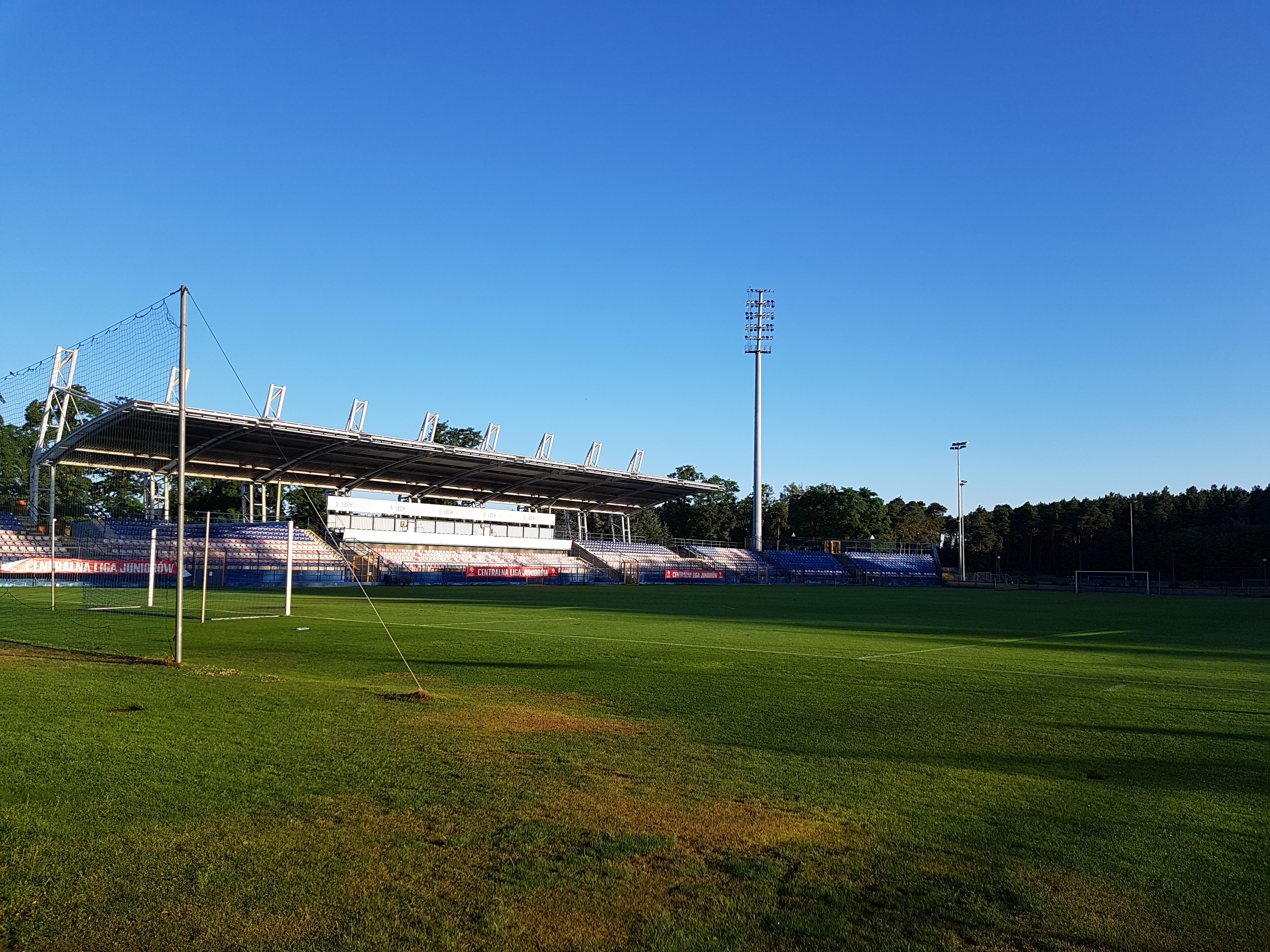
Stadion Amiki Wronki (2019)

| Sezon     | Rozgrywki ligowe    | Rozgrywki ligowe      | Rozgrywki ligowe | Rozgrywki ligowe | Rozgrywki ligowe | Rozgrywki ligowe | Rozgrywki ligowe | Rozgrywki ligowe | Rozgrywki ligowe | Rozgrywki ligowe | Rozgrywki ligowe | Puchar Polski (rozgrywki centralne) | Puchary europejskie                 |
| Sezon     | Poziom i nazwa ligi | Poziom i nazwa ligi   | Miejsce          | M                | Pkt              | Z                | R                | P                | Bramki           | Bramki           | Bramki           | Puchar Polski (rozgrywki centralne) | Puchary europejskie                 |
| --------- | ------------------- | --------------------- | ---------------- | ---------------- | ---------------- | ---------------- | ---------------- | ---------------- | ---------------- | ---------------- | ---------------- | ----------------------------------- | ----------------------------------- |
| 1992/1993 | IV                  | Klasa makroregionalna | 1/14             | 26               | 50               | 24               | 2                | 0                | 66               | 9                | +57              | —                                   | —                                   |
| 1993/1994 | III                 | III liga              | 1/20             | 38               | 67               | 31               | 5                | 2                | 89               | 17               | +72              | —                                   | —                                   |
| 1994/1995 | II                  | II liga               | 2/18             | 34               | 50               | 20               | 10               | 4                | 53               | 16               | +37              | 1/8 finału                          | —                                   |
| 1995/1996 | I                   | I liga                | 5/18             | 34               | 48               | 13               | 9                | 12               | 35               | 37               | –2               | 1/8 finału                          | —                                   |
| 1996/1997 | I                   | I liga                | 5/18             | 34               | 52               | 14               | 10               | 10               | 41               | 40               | +1               | 1/8 finału                          | —                                   |
| 1997/1998 | I                   | I liga                | 7/18             | 34               | 50               | 13               | 11               | 10               | 38               | 31               | +7               | Zwycięstwo                          | —                                   |
| 1998/1999 | I                   | I liga                | 12/16            | 30               | 34               | 9                | 7                | 14               | 31               | 39               | –8               | Zwycięstwo                          | Puchar Zdobywców Pucharów – I runda |
| 1999/2000 | I                   | I liga                | 6/16             | 30               | 44               | 11               | 11               | 8                | 43               | 37               | +6               | Zwycięstwo                          | Puchar UEFA – II runda              |
| 2000/2001 | I                   | I liga                | 7/16             | 30               | 44               | 13               | 5                | 12               | 48               | 44               | +4               | 1/16 finału                         | Puchar UEFA – II runda              |
| 2001/2002 | I                   | I liga                | 3/16             | 28               | 36               | 13               | 9                | 6                | 47               | 27               | +20              | Finał                               | —                                   |
| 2002/2003 | I                   | I liga                | 6/16             | 30               | 43               | 11               | 10               | 9                | 43               | 34               | +9               | 1/8 finału                          | Puchar UEFA – II runda              |
| 2003/2004 | I                   | I liga                | 3/14             | 26               | 48               | 14               | 6                | 6                | 47               | 26               | +21              | 1/4 finału                          | —                                   |
| 2004/2005 | I                   | I liga                | 6/14             | 26               | 38               | 10               | 8                | 8                | 29               | 28               | +1               | 1/8 finału                          | Puchar UEFA – Faza grupowa          |
| 2005/2006 | I                   | I liga                | 4/16             | 30               | 49               | 14               | 7                | 9                | 50               | 28               | +22              | 1/8 finału                          | —                                   |
| 2006/2007 | III                 | III liga              | 10/16            | 30               | 41               | 9                | 14               | 7                | 37               | 29               | +8               | —                                   | —                                   |

| Poziom ligowy | Liczba sezonów | Lata gry             |
| ------------- | -------------- | -------------------- |
| I             | 11             | 1995–2006            |
| II            | 1              | 1994–1995            |
| III           | 2              | 1993–1994, 2006–2007 |
| IV            | 1              | 1992–1993            |

## Europejskie puchary
Legenda do wszystkich tabel:
- Q – runda eliminacyjna, 1/16, 1/8, 1/4, 1/2 – odpowiednia faza rozgrywek, Grupa – runda grupowa, 1r gr – pierwsza runda grupowa, 2r gr – druga runda grupowa, F – finał, R – runda, PO – play-off
- k. – rzuty karne, los. – losowanie, Dogr. – dogrywka, w. – zasada bramek strzelonych na wyjeździe

| Sezon   | Rozgrywki                 | Runda   | Przeciwnik          | Dom | Wyjazd | Ogólnie     |
| ------- | ------------------------- | ------- | ------------------- | --- | ------ | ----------- |
| 1998/99 | Puchar Zdobywców Pucharów | Q       | Hibernians FC       | 4–0 | 1–0    | 5–0         |
| 1998/99 | Puchar Zdobywców Pucharów | 1R      | sc Heerenveen       | 0–1 | 1–3    | 1–4         |
| 1999/00 | Puchar UEFA               | 1R      | Brøndby IF          | 2–0 | 3–4    | 5–4         |
| 1999/00 | Puchar UEFA               | 2R      | Atlético Madryt     | 1–4 | 0–1    | 1–5         |
| 2000/01 | Puchar UEFA               | Q       | FC Vaduz            | 3–0 | 3–3    | 6–3         |
| 2000/01 | Puchar UEFA               | 1R      | Ałanija Władykaukaz | 2–0 | 3–0    | 5–0         |
| 2000/01 | Puchar UEFA               | 2R      | Hertha BSC          | 1–1 | 1–3    | 2–4         |
| 2002/03 | Puchar UEFA               | Q       | The New Saints      | 5–0 | 7–2    | 12–2        |
| 2002/03 | Puchar UEFA               | 1R      | Servette Genewa     | 1–2 | 3–2    | 4–4, w.     |
| 2002/03 | Puchar UEFA               | 2R      | Málaga CF           | 1–2 | 1–2    | 2–4         |
| 2004/05 | Puchar UEFA               | 2Q      | Budapest Honvéd FC  | 1–0 | 0–1    | 1–1, k: 5–4 |
| 2004/05 | Puchar UEFA               | 1R      | FK Ventspils        | 1–0 | 1–1    | 2–1         |
| 2004/05 | Puchar UEFA               | Grupa F | Rangers             | 0–5 |        | 5. miejsce  |
| 2004/05 | Puchar UEFA               | Grupa F | Grazer AK           |     | 1–3    | 5. miejsce  |
| 2004/05 | Puchar UEFA               | Grupa F | AZ Alkmaar          | 1–3 |        | 5. miejsce  |
| 2004/05 | Puchar UEFA               | Grupa F | AJ Auxerre          |     | 1–5    | 5. miejsce  |

## Informacje ogólne
- Pełna nazwa: Klub Sportowy Fabryka Kuchni Amica Wronki Sportowa Spółka Akcyjna
- Rok założenia: 1992
- Barwy: niebiesko-biało-czerwone
- Przydomek: Kuchenni
- Siedziba klubu: ul. Leśna 15, 64-510 Wronki

- Sukcesy drużyn juniorskich: mistrzostwo Polski U-19 2002, mistrzostwo Polski U-17 1998 i 2003, wicemistrzostwo Polski U-19 2003 oraz wicemistrzostwo Polski U-17 2002
- Mistrz Polski Juniorów Starszych 2007

## Ostatnia kadra (I liga)
Piłkarze grający w Amice Wronki w rundzie wiosennej sezonu 2005/2006:
| Poz | Nr | Nazwisko            | Nar      | Data urodzenia | Wiek | Od   | Poprzedni klub         |
| --- | -- | ------------------- | -------- | -------------- | ---- | ---- | ---------------------- |
| GK  |    | Radosław Cierzniak  | Polska   | 24.04.1983     | 23   | 2004 | Aluminium Konin        |
| GK  |    | Paweł Linka         | Polska   | 26.06.1986     | 20   | 2004 | Promień Żary           |
| DF  |    | Jarosław Bieniuk    | Polska   | 04.06.1979     | 27   | 1999 | Lechia Gdańsk          |
| DF  |    | Piotr Dziewicki     | Polska   | 26.06.1979     | 27   | 2003 | Polonia Warszawa       |
| DF  |    | Dawid Kucharski     | Polska   | 19.11.1984     | 22   | 2002 | Celuloza Kostrzyn      |
| DF  |    | Tomasz Lisowski     | Polska   | 04.04.1985     | 21   | 2004 | Stomil Olsztyn         |
| DF  |    | Paweł Skrzypek      | Polska   | 23.08.1971     | 35   | 2002 | Pogoń Szczecin         |
| DF  |    | Marcin Wasilewski   | Polska   | 09.06.1980     | 26   | 2005 | Wisła Płock            |
| DF  |    | Grzegorz Wojtkowiak | Polska   | 26.01.1984     | 22   | 2003 | Celuloza Kostrzyn      |
| DF  |    | Hubert Wołąkiewicz  | Polska   | 21.10.1985     | 21   | 2006 | Tęcza Płońsk           |
| MD  |    | Mateusz Bartczak    | Polska   | 15.08.1979     | 27   | 2003 | Polonia Warszawa       |
| MD  |    | Arkadiusz Bąk       | Polska   | 06.10.1974     | 32   | 2003 | Polonia Warszawa       |
| MD  |    | Filip Burkhardt     | Polska   | 23.03.1987     | 19   | 2003 | wychowanek             |
| MD  |    | Zbigniew Grzybowski | Polska   | 01.01.1976     | 30   | 2004 | Wacker Burghausen      |
| MD  |    | Marcin Kikut        | Polska   | 25.06.1983     | 23   | 2004 | wychowanek             |
| MD  |    | Rafał Murawski      | Polska   | 09.10.1981     | 25   | 2004 | Arka Gdynia            |
| MD  |    | Grzegorz Piesio     | Polska   | 17.07.1988     | 18   | 2006 | Wilga Garwolin         |
| MD  |    | Jaromír Šimr        | Czechy   | 31.01.1979     | 27   | 2005 | NEC Nijmegen           |
| MD  |    | Tomasz Szczepan     | Polska   | 16.03.1985     | 21   | 2002 | Zawisza Bydgoszcz      |
| FW  |    | Jacek Dembiński     | Polska   | 20.12.1969     | 37   | 2001 | Widzew Łódź            |
| FW  |    | Karol Gregorek      | Polska   | 26.01.1983     | 23   | 2001 | Beniaminek Radom       |
| FW  |    | Ilijan Micanski     | Bułgaria | 20.12.1985     | 21   | 2005 | PFC Pirin Błagojewgrad |
| FW  |    | Przemysław Pitry    | Polska   | 11.09.1981     | 25   | 2006 | Zagłębie Sosnowiec     |
| FW  |    | Piotr Ruszkul       | Polska   | 04.05.1985     | 21   | 2006 | Orlęta Reszel          |
| FW  |    | Janusz Surdykowski  | Polska   | 04.05.1986     | 20   | 2005 | Polonia Warszawa       |

## Stadion i baza sportowa
Stadion Główny mieści się przy ulicy Leśnej 15 we Wronkach.
- Pojemność: 5296 miejsc (wszystkie siedzące)
- Oświetlenie: 1400 lux
- Wymiary boiska: 105 × 68

Zawodnicy Amiki Wronki mieli do swojej dyspozycji Ośrodek Szkoleniowy w Popowie. W jego skład wchodzą cztery płyty trawiaste i budynek klubowy. Ponadto piłkarze i szkoleniowcy mogli korzystać z obiektu hotelowo-sportowego Olympic we Wronkach.

## Trenerzy

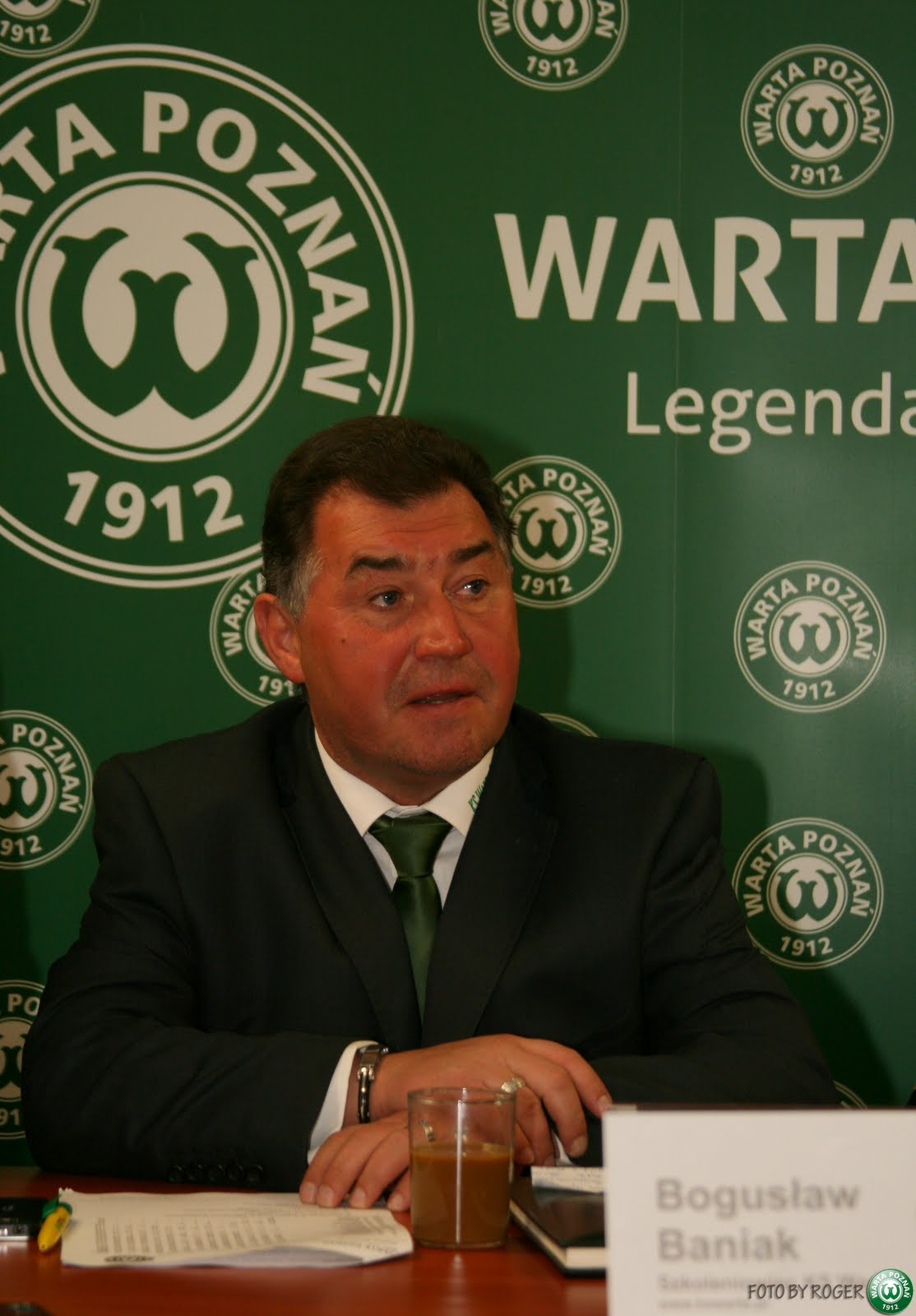
Bogusław Baniak - trener klubu w 1994

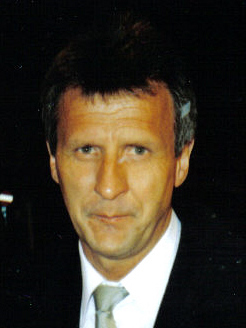
Stefan Majewski - trener klubu w latach 1999-2001 i 2003-04

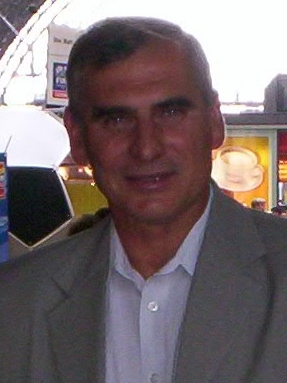
Paweł Janas - trener klubu w 2001

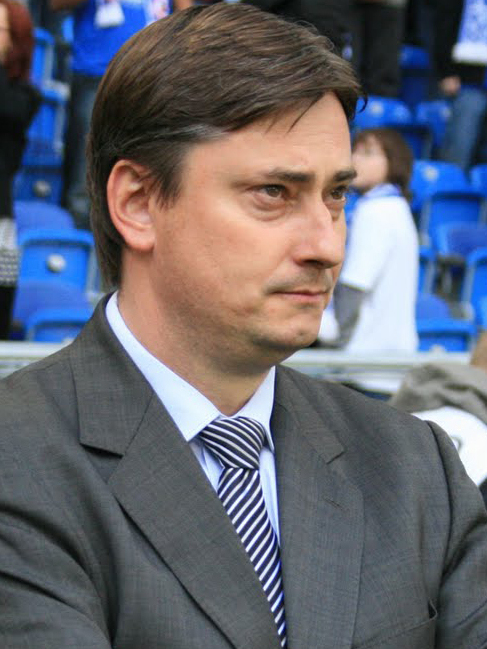
Maciej Skorża - trener klubu w latach 2004-05

| Lp.  | Imię i nazwisko                    | Okres urzędowania | Okres urzędowania |
| ---- | ---------------------------------- | ----------------- | ----------------- |
| 1.   | Jarosław Szuba                     | 1992              | 1.07.1994         |
| 2.   | Bogusław Baniak                    | 1.07.1994         | 31.12.1994        |
| 3.   | Horst Panic                        | 1995?             | 1995?             |
| 4.   | Marian Kurowski (1. kadencja)      | 1.01.1995         | 30.06.1995        |
| 5.   | Grzegorz Lato                      | 1.07.1995         | 1.05.1996         |
| (4.) | Marian Kurowski (2. kadencja)      | 2.05.1996         | 13.11.1996        |
| 6.   | Wojciech Wąsikiewicz (1. kadencja) | 14.11.1996        | 17.06.1997        |
| (4.) | Marian Kurowski (3. kadencja)      | 17.06.1997        | 30.06.1997        |
| 7.   | Stanisław Gzil                     | 1.07.1997         | 14.11.1997        |
| (6.) | Wojciech Wąsikiewicz (2. kadencja) | 28.10.1997        | 8.10.1998         |
| (4.) | Marian Kurowski (4. kadencja)      | 9.10.1998         | 31.12.1998        |
| 8.   | Mieczysław Broniszewski            | 1.01.1999         | 16.03.1999        |
| (4.) | Marian Kurowski (5. kadencja)      | 17.03.1999        | 7.05.1999         |
| 9.   | Stefan Majewski (1. kadencja)      | 7.05.1999         | 1.05.2001         |
| 10.  | Paweł Janas                        | 1.05.2001         | 30.06.2001        |
| 11.  | Mirosław Jabłoński                 | 1.07.2001         | 24.03.2003        |
| (9.) | Stefan Majewski (2. kadencja)      | 25.03.2003        | 16.06.2004        |
| 12.  | Maciej Skorża                      | 17.06.2004        | 21.11.2005        |
| 13.  | Krzysztof Chrobak                  | 21.11.2005        | 30.06.2006        |
| (4.) | Marian Kurowski (6. kadencja)      | 1.07.2006         | 30.06.2007        |

## Asystenci trenera

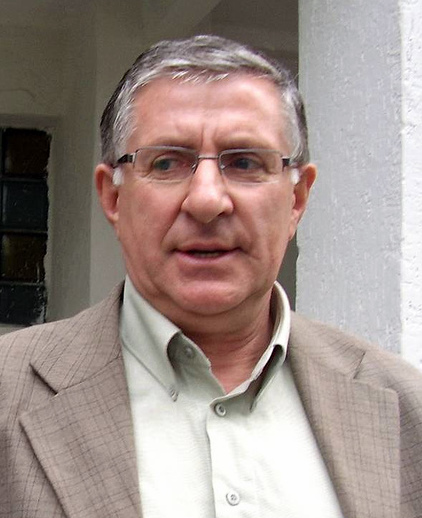
Lesław Ćmikiewicz - asystent trenera klubu (Stefana Majewskiego) w latach 2003-04

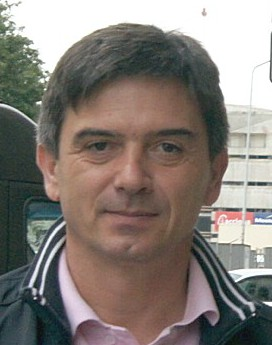
Waldemar Fornalik - asystent trenera klubu (Macieja Skorży) w latach 2004-05

| Lp.  | Imię i nazwisko   | Od         | Do         |
| -    | nieznany          | 1992       | 1.07.1995  |
| 1.   | Marian Kurowski   | 1.07.1995  | 2.05.1996  |
| -    | nieznany          | 2.05.1996  | 13.11.1996 |
| (1.) | Marian Kurowski   | 13.11.1996 | 17.06.1997 |
| -    | nieznany          | 17.06.1997 | 1.07.1997  |
| (1.) | Marian Kurowski   | 1.07.1997  | 9.10.1998  |
| -    | nieznany          | 9.10.1998  | 1.01.1999  |
| (1.) | Marian Kurowski   | 1.01.1999  | 17.03.1999 |
| -    | nieznany          | 17.03.1999 | 7.05.1999  |
| (1.) | Marian Kurowski   | 7.05.1999  | 9.09.1999  |
| -    | nieznany          | 9.09.1999  | 1.07.2003  |
| 2.   | Lesław Ćmikiewicz | 1.07.2003  | 16.04.2004 |
| -    | nieznany          | 16.04.2004 | 1.07.2004  |
| 3.   | Waldemar Fornalik | 1.07.2004  | 30.06.2005 |
| -    | wakat             | 30.06.2005 | 4.07.2005  |
| 4.   | Krzysztof Chrobak | 4.07.2005  | 21.11.2005 |
| -    | nieznany          | 21.11.2005 | 30.06.2007 |

## Trenerzy bramkarzy

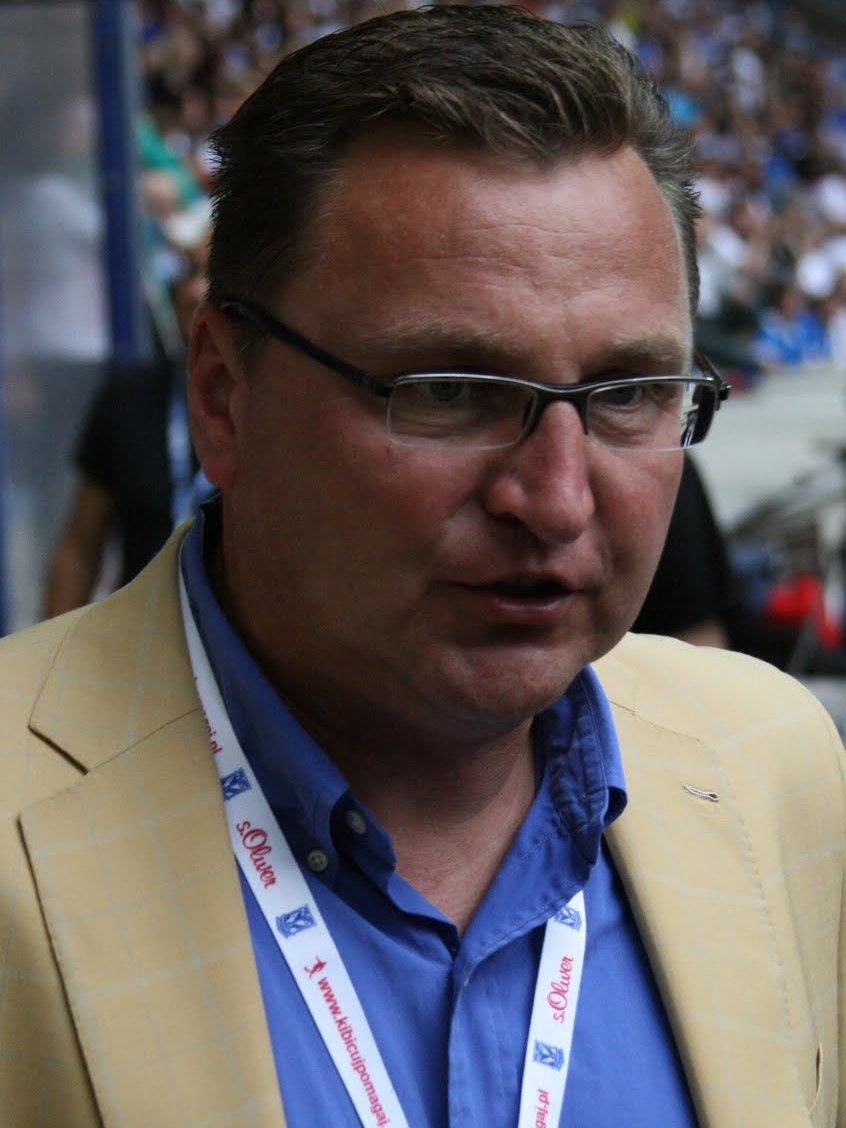
Czesław Michniewicz - trener bramkarzy klubu w latach 2002-03 (za kadencji Mirosława Jabłońskiego (2002-03) i Stefana Majewskiego(2003))

| Lp. | Imię i nazwisko     | Od         | Do         |
| -   | nieznany            | 1992       | 1.07.2002  |
| 1.  | Czesław Michniewicz | 1.07.2002  | 15.09.2003 |
| -   | nieznany            | 15.09.2003 | 30.06.2007 |